# Kayne van Oevelen
Kayne van Oevelen (Zaandam, 7 augustus 2003) is een Nederlands voetballer die speelt als doelman. In mei 2024 debuteerde hij voor FC Volendam.

## Clubcarrière
Van Oevelen begon met voetballen bij PFC Oostzaan en was daarna ook actief in de jeugd van achtereenvolgens FC Purmerend, VPV Purmersteijn, HVV Hollandia en AFC. Tot zijn veertiende was hij actief als spits, tot hij zich omturnde tot keeper. In 2021 werd de doelman overgenomen door FC Volendam, waar hij in het belofteteam in de Tweede divisie kwam te spelen. Een jaar na zijn komst tekende Van Oevelen zijn eerste professionele contract voor Volendam, tot medio 2025.
Voorafgaand aan het seizoen 2023/24 werd Van Oevelen overgeheveld naar het eerste elftal, uitkomend in de Eredivisie. Hier zou hij achter Mio Backhaus en Barry Lauwers de rol van derde doelman vervullen. FC Volendam zou het hele seizoen tegen degradatie strijden en deze strijd uiteindelijk verliezen. Tijdens de laatste competitiewedstrijd, thuis tegen Go Ahead Eagles, mocht Van Oevelen van coach Regillio Simons in de basis beginnen. Hij kreeg tegendoelpunten van Jakob Breum en Enric Llansana en teamgenoot Luke Le Roux kwam ook tot scoren, waardoor met 1–2 verloren werd. In de slotfase werd Van Oevelen nog naar de kant gehaald voor Backhaus. Hij werd door weekblad Voetbal International opgenomen in hun Elftal van de Week.
Na de degradatie van FC Volendam naar de Eerste divisie begon Van Oevelen de eerste acht competitiewedstrijden op de bank, omdat Lauwers van de nieuwe coach Rick Kruys de voorkeur kreeg. Op 4 oktober 2024 mocht hij in de basis beginnen op bezoek bij Vitesse. Door doelpunten van Xavier Mbuyamba en Robert Mühren en een tegentreffer van Miliano Jonathans won Volendam met 1–2. In de periode daarna hield behield Van Oevelen zijn plek onder de lat bij Volendam. In januari 2025 tekende hij een nieuw contract bij de club, tot en met het seizoen 2027/28.

## Clubstatistieken
| Seizoen | Club             | Competitie     | Competitie | Competitie | Beker | Beker | Internationaal | Internationaal | Totaal | Totaal |
| Seizoen | Club             | Competitie     | Wed.       | Dlp.       | Wed.  | Dlp.  | Wed.           | Dlp.           | Wed.   | Dlp.   |
| ------- | ---------------- | -------------- | ---------- | ---------- | ----- | ----- | -------------- | -------------- | ------ | ------ |
| 2021/22 | Jong FC Volendam | Tweede divisie | 16         | 0          | —     | —     | —              | —              | 16     | 0      |
| 2022/23 | Jong FC Volendam | Tweede divisie | 21         | 0          | —     | —     | —              | —              | 21     | 0      |
| 2023/24 | FC Volendam      | Eredivisie     | 1          | 0          | 0     | 0     | —              | —              | 1      | 0      |
| 2024/25 | FC Volendam      | Eerste divisie | 28         | 0          | 2     | 0     | —              | —              | 30     | 0      |
| Totaal  | Totaal           | Totaal         | 66         | 0          | 2     | 0     | 0              | 0              | 68     | 0      |

Bijgewerkt op 26 juni 2025.